# 長門粟野駅
長門粟野駅（ながとあわのえき）は、山口県下関市豊北町大字粟野にある、西日本旅客鉄道（JR西日本）山陰本線の駅。当駅から同線の終点である幡生駅までは、下関市内を走行する。

## 歴史
- 1930年（昭和5年）12月7日：鉄道省美禰線（現・山陰本線）長門古市駅 - 阿川駅間延伸時に開設。客貨取扱開始[1]。
- 1933年（昭和8年）2月24日：当駅を含む美禰線一部区間が山陰本線に編入、同線所属となる。
- 1963年（昭和38年）6月1日：貨物取扱廃止[1]。
- 1984年（昭和59年）2月1日：荷物扱い廃止[1]。
- 1986年（昭和61年）4月1日：無人駅化[2]
- 1987年（昭和62年）4月1日：国鉄分割民営化に伴い、JR西日本の駅となる[1]。
- 2017年（平成29年）4月15日：棒線駅化。
- 2023年（令和5年）
  - 7月1日：大雨の影響で当駅 - 阿川駅間の粟野川橋梁が傾斜する[3]等の被害を受けたため、当駅を含む長門市駅 - 小串駅間で不通となる[4]。
  - 7月4日：不通区間で代行バスが運行開始[5]。

## 駅構造
単式ホーム1面1線を有する地上駅。以前は島式ホーム1面2線であったが、駅舎側ホームは使用停止となり一部線路は撤去されている。
長門鉄道部管理の無人駅。トイレがある。駅舎は線路北側にあり、ホームとは無蓋跨線橋で連絡している。

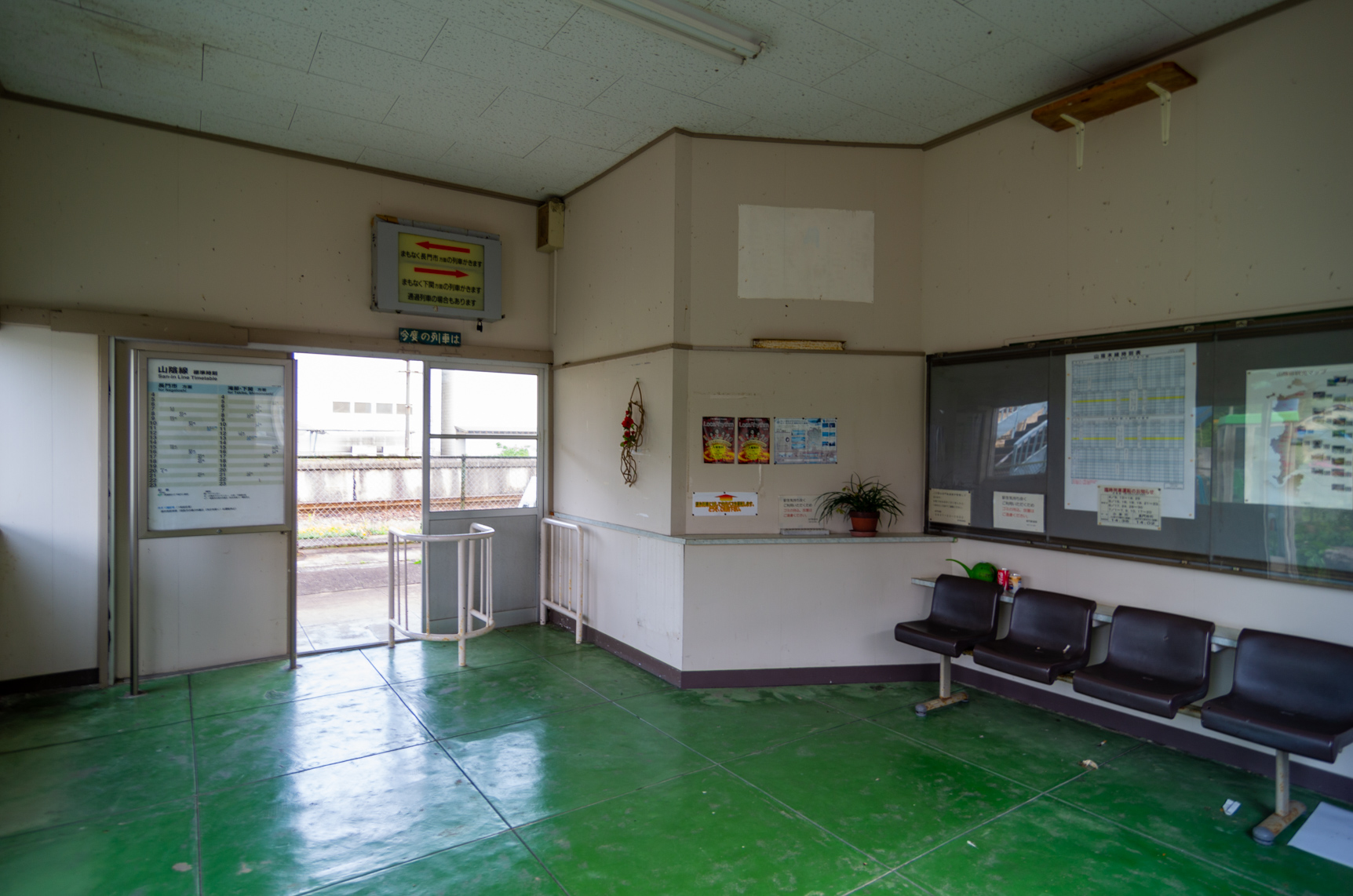
駅舎内（2012年5月）
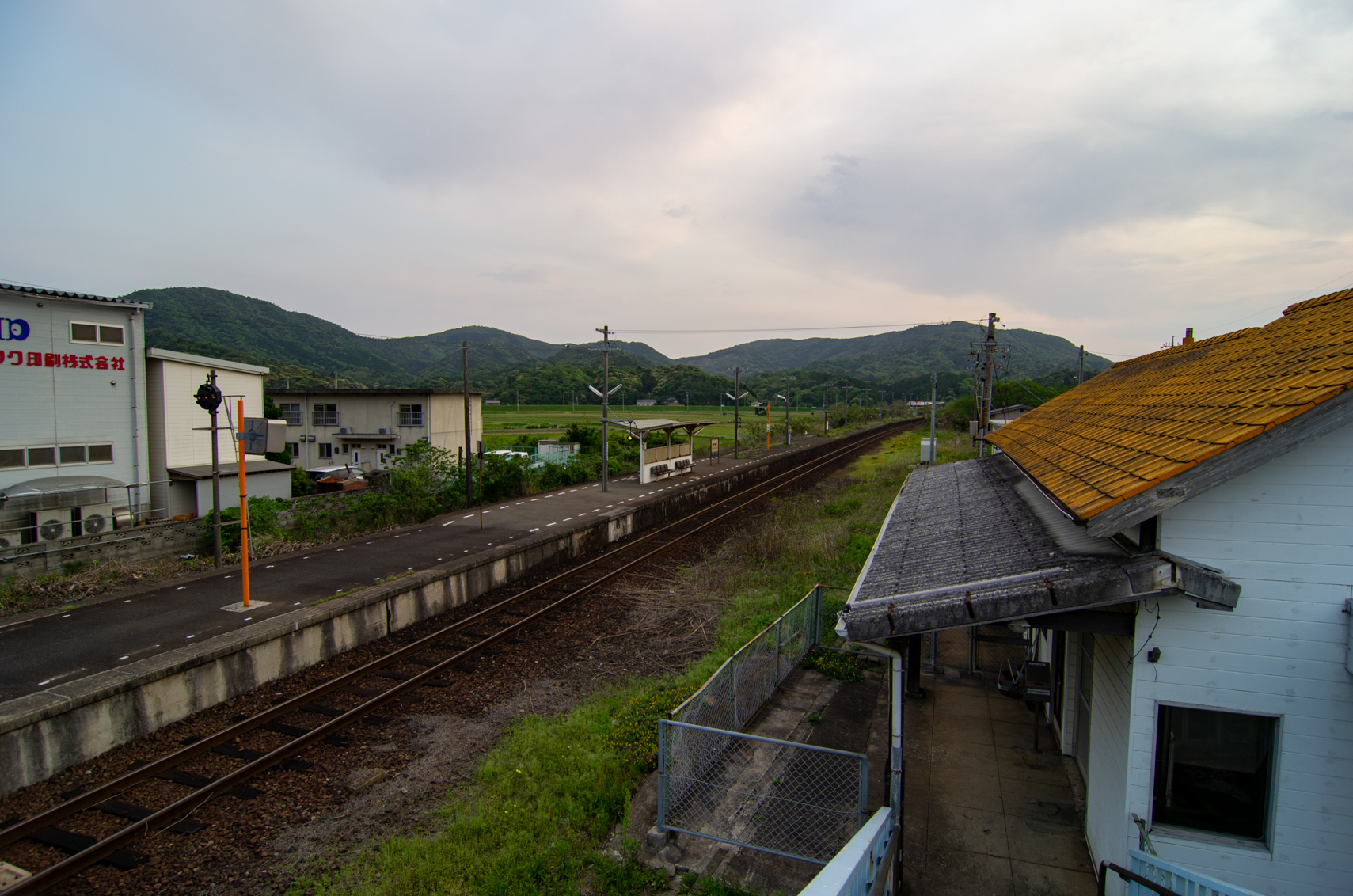
ホーム（2012年5月、跨線橋から）

## 利用状況
近年の1日平均乗車人員の推移は以下の通り。2023年の1日当たりの利用者数は14人、年間利用客数は2589人である。
なお2023年6月30日の大雨により、現在も不通状態にある。
| 乗車人員推移 | 乗車人員推移 |
| 年度         | 1日平均人数  |
| ------------ | ------------ |
| 1999         | 103          |
| 2000         | 97           |
| 2001         | 70           |
| 2002         | 71           |
| 2003         | 58           |
| 2004         | 53           |
| 2005         | 49           |
| 2006         | 32           |
| 2007         | 29           |
| 2008         | 25           |
| 2009         | 22           |
| 2010         | 27           |
| 2011         | 26           |
| 2012         | 28           |
| 2013         | 27           |
| 2014         | 22           |
| 2015         | 18           |
| 2016         | 19           |
| 2017         | 21           |
| 2018         | 17           |
| 2019         | 12           |
| 2020         | 7            |
| 2021         | 9            |
| 2022         | 6            |
| 2023         | 7            |

## 駅周辺
商店が数軒ある。駅周辺の集落（粟野地区）は下関市北端に位置し、約1km東に進むと長門市との市境となる。
- 粟野港（粟野漁港）：以前は油谷湾を隔てた久津港（旧・大津郡油谷町）との間に渡船が通っていた。
- 豊北病院
- 粟野郵便局
- 国道191号
- 山口県道269号豊田粟野港線
- 粟野川：河口付近で採れる青海苔が名産。
- 山口銀行粟野出張所

## 隣の駅
西日本旅客鉄道（JR西日本）
■山陰本線
伊上駅 - 長門粟野駅 - 阿川駅